# Montesson
Pour les articles homonymes, voir Montesson (homonymie).
Montesson est une commune française située dans le département des Yvelines en région Île-de-France.
Ses habitants sont appelés les Montessonnais.

## Géographie

### Situation
La commune de Montesson se trouve dans le nord-est du département des Yvelines, à dix-huit kilomètres environ à l'ouest de Paris, à six kilomètres environ au nord-est de Saint-Germain-en-Laye, sous-préfecture, et à 14 km environ au nord de Versailles, préfecture du département.
C'est une commune riveraine de la Seine située dans un méandre du fleuve sur sa rive droite.
Son territoire est constitué par une plaine alluviale fertile consacrée de longue date aux maraîchage. Se sont succédé la vigne, l'arboriculture et désormais le maraîchage, principalement de salades, dont les agriculteurs montessonnais fournissent environ 5 % de la production nationale française[réf. nécessaire].
Les communes limitrophes sont Sartrouville au nord-est, Carrières-sur-Seine à l'est, Chatou au sud-est, Le Vésinet au sud. Vers l'ouest, la Seine sépare Montesson du Mesnil-le-Roi et du Pecq.
Montesson est une ville atypique puisqu'elle ne dispose pas d'un centre-ville mais d'un "centre plaine". En effet, celle ci, au 2/3 agricole et pour 1/3 naturelle, constituée de friches, de zones humides et d'espaces boisés, occupe une grosse partie de la superficie de la ville.[réf. nécessaire]

### Communes limitrophes
Les communes limitrophes sont Carrières-sur-Seine, Chatou, Le Mesnil-le-Roi, Le Pecq, Sartrouville et Le Vésinet.

### Hydrographie
Lors de l'urbanisation du quartier du centre, le cours d'eau (appelé ru) qui prenait sa source au niveau de l'actuelle bibliothèque municipale - et où les chevaux venait s'abreuver - a été canalisé et enterré. Ce petit cours d'eau souterrain - qui existe toujours, en témoignent la bonne santé des arbres de certaines résidences situées rue Henri-Richaume et les problèmes de fondations d'autres résidences de cette même rue - se jette dans la Seine[réf. nécessaire].
Certaines noms de rues témoignent également de ce passé humide, (chemin du Ru de la Folie, rue des Marais).

### Climat
Pour des articles plus généraux, voir Climat de l'Île-de-France et Climat des Yvelines.
En 2010, le climat de la commune est de type climat océanique dégradé des plaines du Centre et du Nord, selon une étude du CNRS s'appuyant sur une série de données couvrant la période 1971-2000. En 2020, Météo-France publie une typologie des climats de la France métropolitaine dans laquelle la commune est dans une zone de transition entre le climat océanique et le climat océanique altéré et est dans la région climatique Sud-ouest du bassin Parisien, caractérisée par une faible pluviométrie, notamment au printemps (120 à 150 mm) et un hiver froid (3,5 °C).
Pour la période 1971-2000, la température annuelle moyenne est de 11,9 °C, avec une amplitude thermique annuelle de 14,8 °C. Le cumul annuel moyen de précipitations est de 641 mm, avec 10,2 jours de précipitations en janvier et 7,7 jours en juillet. Pour la période 1991-2020, la température moyenne annuelle observée sur la station météorologique la plus proche, située sur la commune de Pontoise à 16 km à vol d'oiseau, est de 12,5 °C et le cumul annuel moyen de précipitations est de 666,7 mm,. Pour l'avenir, les paramètres climatiques de la commune estimés pour 2050 selon différents scénarios d'émission de gaz à effet de serre sont consultables sur un site dédié publié par Météo-France en novembre 2022.

## Urbanisme

### Typologie
Au 1er janvier 2024, Montesson est catégorisée grand centre urbain, selon la nouvelle grille communale de densité à sept niveaux définie par l'Insee en 2022.
Elle appartient à l'unité urbaine de Paris, une agglomération inter-départementale regroupant 407  communes, dont elle est une commune de la banlieue,,. Par ailleurs la commune fait partie de l'aire d'attraction de Paris, dont elle est une commune du pôle principal,. Cette aire regroupe 1 929 communes,.

### Morphologie urbaine
Les zones urbanisées se répartissent en trois quartiers nettement séparés :
- le quartier du centre, site du village historique, limitrophe de Chatou ;
- les Rabaux, limitrophe du Pecq et Le Vésinet ;
- et la Borde, (quartier des Acacias), en bordure de Seine, limitrophe de Sartrouville.

Ces quartiers sont séparés par une zone agricole centrale, la plaine de Montesson, consacrée au maraîchage, qui couvre encore une majeure partie du territoire de cette commune pourtant située à proximité de Paris et de La Défense. Cette plaine a été protégée grâce à la création en 2020 d'une ZAP.

### Habitat et logement
En 2018, le nombre total de logements dans la commune était de 6 177, alors qu'il était de 6 113 en 2013 et de 5 994 en 2008.
Parmi ces logements, 94,2 % étaient des résidences principales, 1,4 % des résidences secondaires et 4,4 % des logements vacants. Ces logements étaient pour 52 % d'entre eux des maisons individuelles et pour 47 % des appartements.
Le tableau ci-dessous présente la typologie des logements à Montesson en 2018 en comparaison avec celle des Yvelines et de la France entière. Une caractéristique marquante du parc de logements est ainsi une proportion de résidences secondaires et logements occasionnels (1,4 %) inférieure à celle du département (2,6 %) et à celle de la France entière (9,7 %). Concernant le statut d'occupation de ces logements, 67,9 % des habitants de la commune sont propriétaires de leur logement (70,9 % en 2013), contre 58,6 % pour les Yvelines et 57,5 % pour la France entière.
| Typologie                                               | Montesson | Yvelines | France entière |
| ------------------------------------------------------- | --------- | -------- | -------------- |
| Résidences principales (en %)                           | 94,2      | 91,1     | 82,1           |
| Résidences secondaires et logements occasionnels (en %) | 1,4       | 2,6      | 9,7            |
| Logements vacants (en %)                                | 4,4       | 6,3      | 8,2            |

### Voies de communication et transports

#### Circulation active
Les berges de Seine (rive droite) entre le Pont-du-Pecq et Sartrouville supportent deux tracés majeurs, une vélo-route internationale, l'Avenue verte London-Paris, qui relie Paris et Londres en 470 km et un sentier de grande randonnée, le GR2, au fil de Seine, qui relie en 776 km Dijon au Havre en suivant le cours du fleuve.
La commune de Montesson a également aménagé un solide réseau de pistes cyclables pour relier l'ensemble de ses quartiers : le long de la D 121, pour relier les quartiers des Rabaux et de la Borde, des Rabaux au centre-ville, du centre-ville à La Borde par la Plaine de Montesson et la route de Sartrouville (D 1021). Ces réseaux s'arrêtent malheureusement aux portes des communes du Vésinet, de Chatou et du Pecq qui n'ont pas réalisé les équipements nécessaires pour un cheminement continu.

#### Transports en commun
Six lignes du réseau de bus Argenteuil - Boucles de Seine desservent la commune reliant les gares RER A Le Vésinet-Le Pecq (située au Vésinet), Chatou-Croissy (située à Chatou), Houilles - Carrières-sur-Seine et Sartrouville (gares SNCF-RATP RER ligne A).
Montesson pourrait bénéficier d'une amélioration des transports en commun avec le Grand Paris, notamment avec les lignes desservant La Défense.

#### Voies routières
L'autoroute A14 traverse la commune d'est en ouest sans causer d'importantes nuisances à la suite d'un cahier des charges ambitieux porté par le maire Jean-François Bel (enfouissement partiel, talus, nombreux ponts) et surtout des contributions de riverains pour préserver la qualité de vie sur la commune. Une barrière de péage (en cours de démantèlement pour passage en flux libre) s'y trouve et ne dispose pas d'un échangeur. Pour rejoindre la commune par la route depuis Paris, deux possibilités : la jonction tunnel A14 / A86 via le pont de Chatou ou pont de Bezons (gratuit) ou bien en continuant sur l'A14 jusqu'à l'échangeur de Chambourcy (payant). Le sujet de l'échangeur a été étudié à plusieurs reprises par la commune de Montesson et la communauté d'agglomérations (CASGBS), certains élus de la boucle de Seine soutenaient sa création au motif que cela désengorgerait leur commune (Le Pecq et Chatou notamment).
Cependant, les différentes études, dernière en 2014 commandée par la CASGBS, n'ont pas apporté la preuve d'un impact positif sur la circulation des ponts de Chatou, de Bezons et du Pecq. Au contraire, sa création ferait peser un risque substantiel d'augmentation du trafic sur la commune de Montesson. Par ailleurs, cela risque de créer de la spéculation sur les terres agricoles mettant en péril la plaine de Montesson en tant que territoire agri-urbain de l'Ouest parisien. Il faut noter que le schéma directeur de l'Île-de-France (SDRIF), un document de planification stratégique à l'échelle régionale qui permet d'aiguiller les élus sur les thématiques urbaines, mobilités et transports, ne prévoit pas de création d'un échangeur. L'exploitant (SANEF) n'est également pas persuadé de sa pertinence car les usagers yvelinois qui empruntent cette voie payante pour accéder à Paris se verrait bloquer dès le péage de Montesson, soit plusieurs kilomètres en amont du tunnel de l'A14, point de blocage actuel du fait de l'arrivée des flux de véhicules de l'A86. Compliqué à justifier auprès de ses clients vu le prix (8,7 € en heures pleines depuis le 02/19) que coûte l'utilisation de cette autoroute qui permet d'accéder rapidement à Paris depuis la vallée de la Seine.
Pour désengorger la zone, la création d'une route départementale longeant l'autoroute, déclarée d’utilité publique le 7 mars 2008, est entrée en phase de réalisation en 2011. Projet porté par le conseil départemental des Yvelines, cette voie nouvelle fait partie de ses grands projets d’infrastructures visant à améliorer les conditions de circulation et de sécurité des Yvelinois. Elle a pour objectif d'apaiser les conditions de circulation dans les centres-villes de Sartrouville et Montesson tout en préservant le cadre de vie des habitants et l’activité agricole. Une portion partielle est ouverte à la circulation depuis février 2019. La mise en service de la totalité des aménagements a lieu fin septembre 2020.
Autrement, d'autres solutions existent pour soulager les accès et les sorties de la boucle aux heures de pointe :
- Le prolongement du RER E (projet EOLE) en cours de réalisation permettra de soulager le RER A en offrant un arrêt à la gare RER de Houilles-Carrières sur Seine permettant aux habitants de la Boucle de rejoindre Paris et plus particulièrement la gare Saint-Lazare rapidement.
- Une politique publique volontaire pour réduire l'usage de la voiture dans la boucle encourageant le covoiturage, les mobilités douces, le télétravail et renforçant l'offre existante de transports en commun.
- Une voie rapide à vélo pour rejoindre la Défense et Paris depuis la Boucle en passant par Carrières-sur-Seine a été finalisé en 2022 permettant aux Montessonnais de rejoindre rapidement les Hauts-de-Seine et notamment le quartier d'affaires de la Défense en vélo ou à trottinette.
- La création d'une voie 3x1 en direction de Paris le matin inversé en 1x3 le soir, notamment sur le pont de Chatou, pourrait fluidifier la circulation. Le maire de la commune s'est cependant toujours prononcé contre la réalisation d'une étude à ce sujet.

## Toponymie

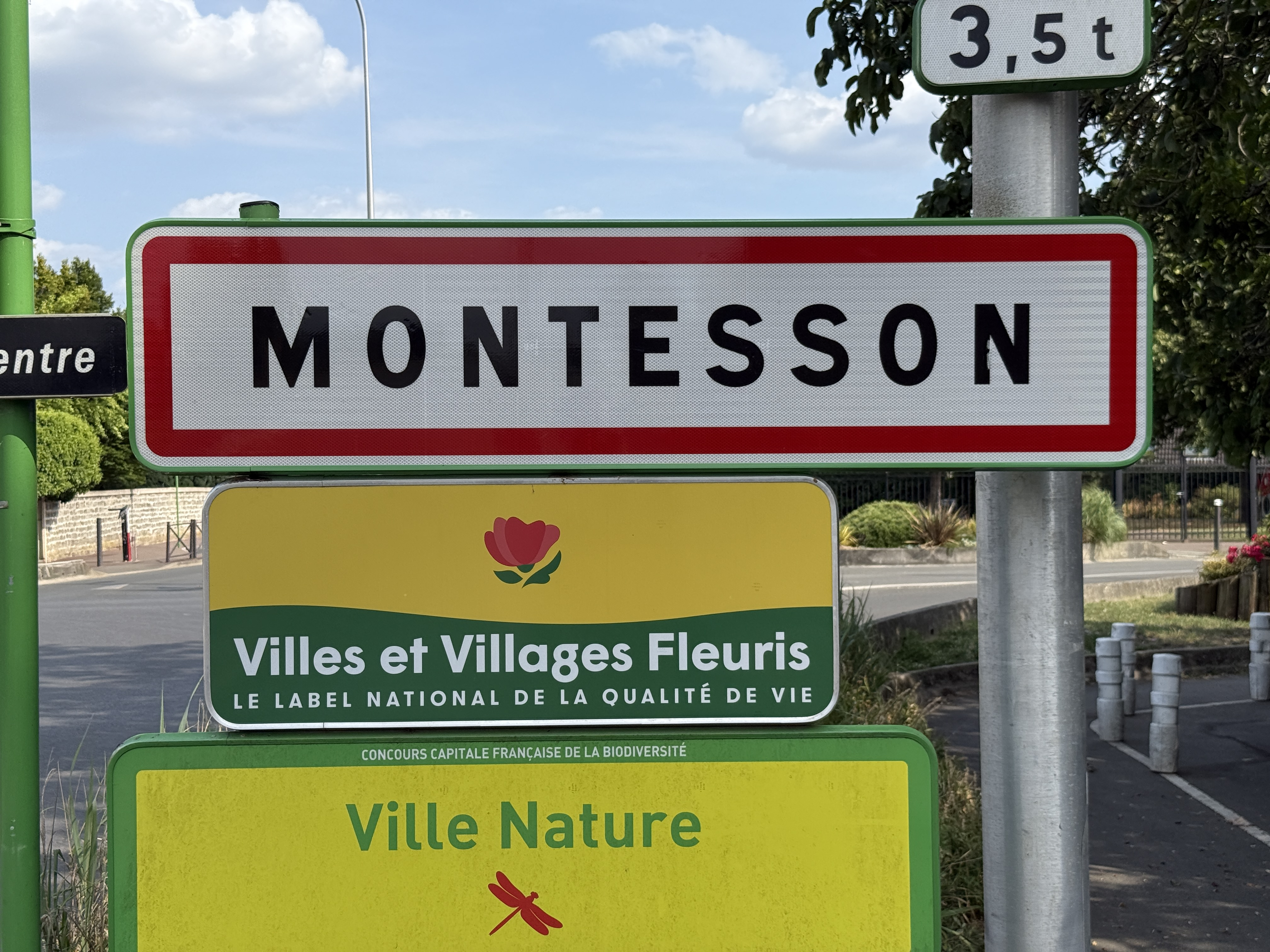
Panneau à l'entrée de la commune.

Le nom de la localité est attesté sous la forme latinisée Monte Tessonis au XIVe siècle.
Il s'agit d'une formation médiévale en Mont- « colline, mont », suivi du nom de personne Tesson, surnom à l'origine, basé sur le nom du blaireau en ancien français : taisson.

## Histoire

### Préhistoire
Des traces d'activité humaine, sous forme de haches en silex, permettent de supposer que le territoire de l'actuelle commune de Montesson a été occupé à l'époque préhistorique.

### Moyen Âge
Des traces écrites datent de 1050 et 1144 et indiquent Montesson, tout comme Chatou, comme ville, au sens de villa tel que compris par les Romains.
Chatou et Montesson étaient propriétés des abbayes de Saint-Denis et de Malnoue d'Émerainville, avant d'appartenir au seigneur séculier Guillaume Escu-au-Col en 1295.
C'est au XIIe siècle et XIIIe siècle que Montesson se développe et revendique une indépendance de Chatou. Un procès qui dura de 1310 à 1333 donna raison aux Montessonnais et leur permit de paître leurs bestiaux sur l'île de Chatou, mais le différend persistera jusque sous la Révolution. Montesson a été érigée en paroisse autonome, séparée de Chatou, en 1360.
Le village est complètement détruit pendant la guerre de Cent Ans, la population fut réduite à quatre habitants en 1470, ce dont témoigne le livre de l'élection de Paris.

### Temps modernes
En 1577, les possessions restantes de l'abbaye de la Malnoue sont vendues à Guillaume le Pilleur qui devient propriétaire du bac.

### Révolution française et Empire
La commune de Montesson reçoit en 1803 une partie de la forêt royale du Vésinet

### Époque contemporaine
En 1875, la création de la commune du Vésinet ampute Montesson d'une partie de son territoire.
Traian Vuia, inventeur roumain, réalisateur du vol mécanique, fut le premier homme à réussir à se détacher du sol avec un appareil plus lourd que l’air (aérodyne), conçu grâce à sa propre inventivité.
Il testa son avion, Vuia 1 (en), sur la plaine de Montesson. Vuia réalisa le vol historique du 18 mars 1906, où après une accélération sur 50 km/h, il décolla à 1 m de hauteur sur une longueur d'environ 12 m. Il prouva ainsi au monde entier que le vol mécanique était finalement possible,.
Dans les années 1920, l'urbanisation se développe sous forme de lotissements dans le quartier de la Borde, près de Sartrouville.
En 1996, l'autoroute A14 est mise en service. La voie rapide traverse la plaine de Montesson dans toute sa longueur en franchissant la Seine par le viaduc autoroutier de Montesson (dit aussi de Mesnil-le-Roi) de 501 mètres.

## Politique et administration

Localisation de Montesson dans les Yvelines.

### Rattachements administratifs et électoraux
Antérieurement à la loi du 10 juillet 1964, la commune faisait partie du département de Seine-et-Oise. La réorganisation de la région parisienne en 1964 fit que la commune appartient désormais au département des Yvelines et son arrondissement de Saint-Germain-en-Laye après un transfert administratif effectif au 1er janvier 1968.
Pour l'élection des députés, la ville est rattachée à la cinquième circonscription des Yvelines depuis 1988.
Elle faisait partie de 1793 à 1895 du canton d'Argenteuil, année où elle intègre le canton de Saint-Germain-en-Laye, puis, en 1964, celui de Chatou du département de Seine-et-Oise. Lors de la mise en place des Yvelines, elle est rattachée en 1967 au canton du Vésinet. Dans le cadre du redécoupage cantonal de 2014 en France, Montesson est désormais intégrée au canton de Houilles.

### Intercommunalité
Montesson était le siège de la communauté de communes de la Boucle de la Seine créée en 2004 et transformée en communauté d'agglomération en 2015 sous le nom de communauté d'agglomération de la Boucle de la Seine.
Dans le cadre de la mise en œuvre de la loi MAPAM du 27 janvier 2014, qui prévoit la généralisation de l'intercommunalité à l'ensemble des communes, et la constitution d'intercommunalités de plus de 200 000 habitants en seconde couronne d'Île-de-France afin qu'elles soient en mesure de dialoguer avec la Métropole du Grand Paris, cette intercommunalité a fusionné avec ses voisines pour former la communauté d'agglomération Saint Germain Boucles de Seine, dont Montesson est désormais membre.

### Tendances politiques et résultats
Lors du premier tour des élections municipales de 2014 dans les Yvelines, la liste UMP-UDI menée par le maire sortant Jean-François Bel obtient la majorité absolue des suffrages exprimés, avec 3 937 voix (70,44 %, 29 conseillers municipaux élus dont 7 communautaires), devançant très largement celles menées respectivement par : 

-  Sylvain Thialon (DVG, 1 274 voix, 22,79 %, 3 conseillers municipaux élus) ; 	

- Jean-Pierre Cret (FG, 378 voix, 6,76 M, 1 conseiller municipal élu).

Lors de ce scrutin, 44,57 % des électeurs se sont abstenus. 	
Lors du premier tour des élections municipales de 2020 dans les Yvelines , la liste DVD - LR - SL menée par la maire sortante Nicole Bristol  — soutenue par le maire sortant Jean-François Bel qui ne se représentait pas — obtient la majorité absolue des suffrages exprimés, avec 2 423 voix (53,60 %, 26 conseillers municipaux élus dont 3 communautaires), devançant très largement celles menées respectivement par : 

- Cyril Billiard (LREM - Agir - MRSL - UDE - PA , 1 432 voix, 31,68 %, 5 conseillers municipaux élus dont 1 communautaire) ; 

- Valérie Lallemant-Rachid (SE, 665 voix, 14,71 %, 2 conseillers municipaux élus).

Lors de ce scrutin marqué par la pandémie de Covid-19 en France, 55,16 % des électeurs se sont abstenus.

### Jumelages
- Baesweiler (Allemagne) depuis 1990.
- Thame (Royaume-Uni) depuis 2001.

## Population et société

### Démographie

#### Évolution démographique
L'évolution du nombre d'habitants est connue à travers les recensements de la population effectués dans la commune depuis 1793. Pour les communes de plus de 10 000 habitants les recensements ont lieu chaque année à la suite d'une enquête par sondage auprès d'un échantillon d'adresses représentant 8 % de leurs logements, contrairement aux autres communes qui ont un recensement réel tous les cinq ans,.

En 2022, la commune comptait 14 606 habitants, en évolution de −4,39 % par rapport à 2016 (Yvelines : +2,72 %, France hors Mayotte : +2,11 %).
| 1793  | 1800  | 1806  | 1821  | 1831  | 1836  | 1841  | 1846  | 1851  |
| ----- | ----- | ----- | ----- | ----- | ----- | ----- | ----- | ----- |
| 1 098 | 1 064 | 1 076 | 1 149 | 1 261 | 1 242 | 1 206 | 1 188 | 1 190 |

| 1856  | 1861  | 1866  | 1872  | 1876  | 1881  | 1886  | 1891  | 1896  |
| ----- | ----- | ----- | ----- | ----- | ----- | ----- | ----- | ----- |
| 1 221 | 1 425 | 1 515 | 1 579 | 1 576 | 1 581 | 1 709 | 1 588 | 1 903 |

| 1901  | 1906  | 1911  | 1921  | 1926  | 1931  | 1936  | 1946  | 1954  |
| ----- | ----- | ----- | ----- | ----- | ----- | ----- | ----- | ----- |
| 2 254 | 2 473 | 2 657 | 2 915 | 4 008 | 5 332 | 5 532 | 5 054 | 6 284 |

| 1962  | 1968  | 1975  | 1982   | 1990   | 1999   | 2006   | 2011   | 2016   |
| ----- | ----- | ----- | ------ | ------ | ------ | ------ | ------ | ------ |
| 7 085 | 9 353 | 9 494 | 11 192 | 12 365 | 13 750 | 14 760 | 15 270 | 15 277 |

| 2021   | 2022   | - | - | - | - | - | - | - |
| ------ | ------ | - | - | - | - | - | - | - |
| 14 511 | 14 606 | - | - | - | - | - | - | - |

- La ville a longtemps accueilli des immigrants d'origine portugaise, venus à l'époque travailler dans les cultures maraîchères de la Plaine. Il en résulte une forte identité culturelle portugaise à Montesson, qui se retrouve à travers diverses associations folkloriques

.

#### Pyramide des âges
En 2018, le taux de personnes d'un âge inférieur à 30 ans s'élève à 37,6 %, soit en dessous de la moyenne départementale (38 %). De même, le taux de personnes d'âge supérieur à 60 ans est de 20,5 % la même année, alors qu'il est de 21,7 % au niveau départemental.
En 2018, la commune comptait 7 249 hommes pour 7 764 femmes, soit un taux de 51,72 % de femmes, légèrement supérieur au taux départemental (51,32 %).
Les pyramides des âges de la commune et du département s'établissent comme suit.
| Hommes | Classe d’âge | Femmes |
| ------ | ------------ | ------ |
| 0,2    | 90 ou +      | 1,3    |
| 4,8    | 75-89 ans    | 6,1    |
| 14,2   | 60-74 ans    | 14,2   |
| 22,6   | 45-59 ans    | 23,8   |
| 18,5   | 30-44 ans    | 18,7   |
| 18,8   | 15-29 ans    | 16,5   |
| 20,8   | 0-14 ans     | 19,4   |

| Hommes | Classe d’âge | Femmes |
| ------ | ------------ | ------ |
| 0,6    | 90 ou +      | 1,4    |
| 6      | 75-89 ans    | 7,8    |
| 13,5   | 60-74 ans    | 14,8   |
| 20,7   | 45-59 ans    | 20,1   |
| 19,6   | 30-44 ans    | 19,9   |
| 18,5   | 15-29 ans    | 16,8   |
| 21,2   | 0-14 ans     | 19,2   |

### Manifestations culturelles et festivités
- La « fête du Pâté à la Carmen » se déroule pendant la deuxième quinzaine du mois de septembre depuis 136 ans (fanfare, défilé de chars)[35].

### Sports et loisirs
La municipalité propose des infrastructures diverses, qui accueillent des clubs sportifs de :
- Football,
- Rugby,
- Touch rugby
- Biathlon
- Tir sportif à la carabine ou au pistolet
- Cyclisme sur route
- Tennis
- Pétanque
- Volley-ball
- Basket
- Judo
- Athlétisme
- Bicross

## Économie
Le centre-ville très animé autour de la mairie et de l'église, comporte néanmoins de nombreux commerces.
Le quartier de la Borde regroupe les principaux commerces, notamment l'immense centre commercial Carrefour ; les alentours comprennent divers magasins spécialisés (Feu vert, Gémo, Picard Surgelés…).
Un plan de réorganisation de la zone commerciale de la Borde a vu le jour en 2007. Il prévoit le déplacement des enseignes et commerces situés sur l'avenue Gabriel-Péri vers l'arrière du magasin Carrefour, en direction de la plaine de Montesson. En lieu et place des commerces actuels seraient construits des logements (dont une partie serait des logements sociaux). À cette zone serait couplé un pôle sportif et culturel. Le déplacement du conservatoire de musique y est envisagé, ainsi que la construction d'un complexe sportif.
Montesson est aussi une commune maraîchère, qui produit beaucoup de laitues avec notamment 5 % de la production nationale de salade et 40 % de celle d'Île-de-France.

## Culture locale et patrimoine

### Lieux et monuments

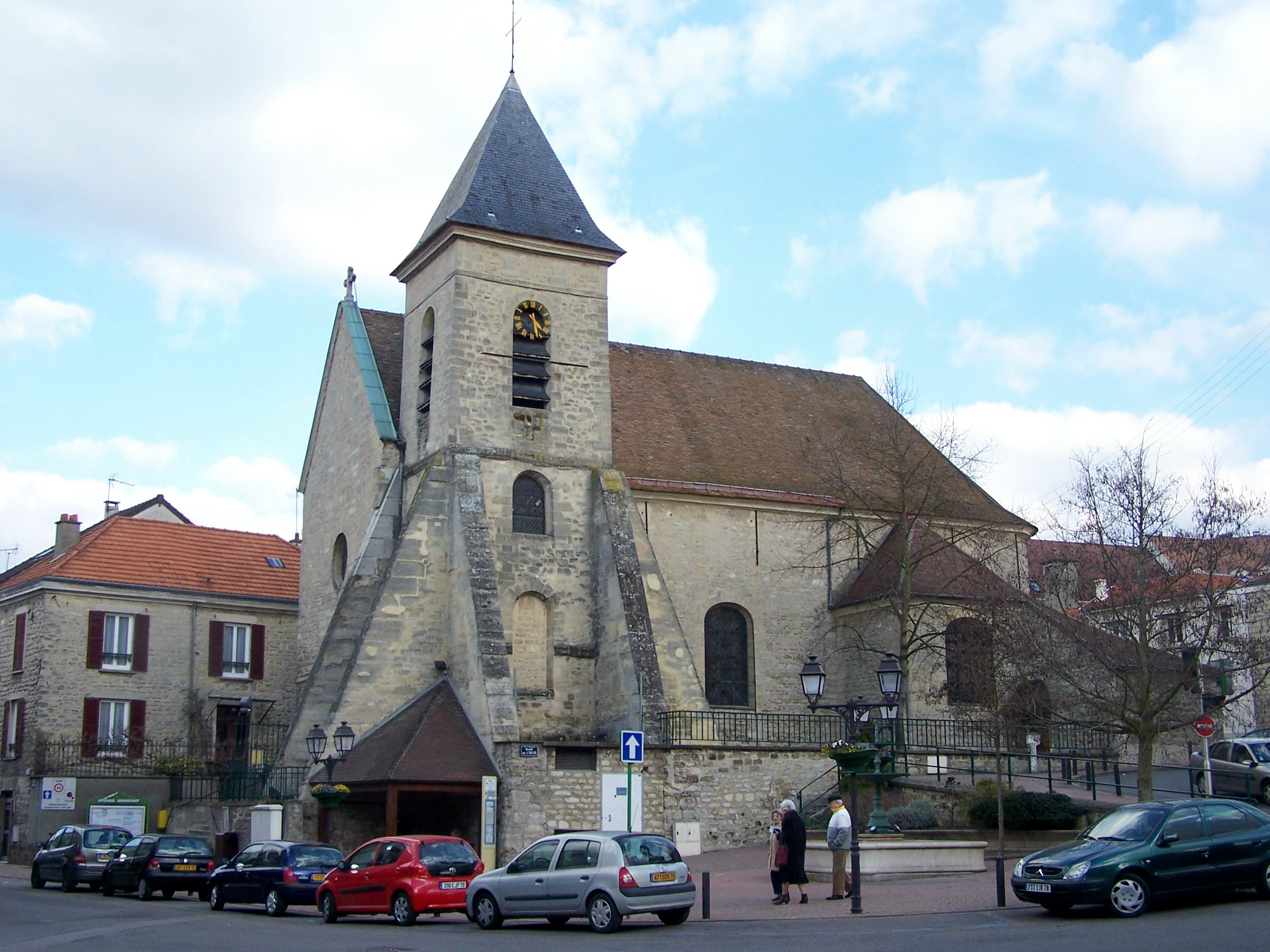
Église Notre-Dame.

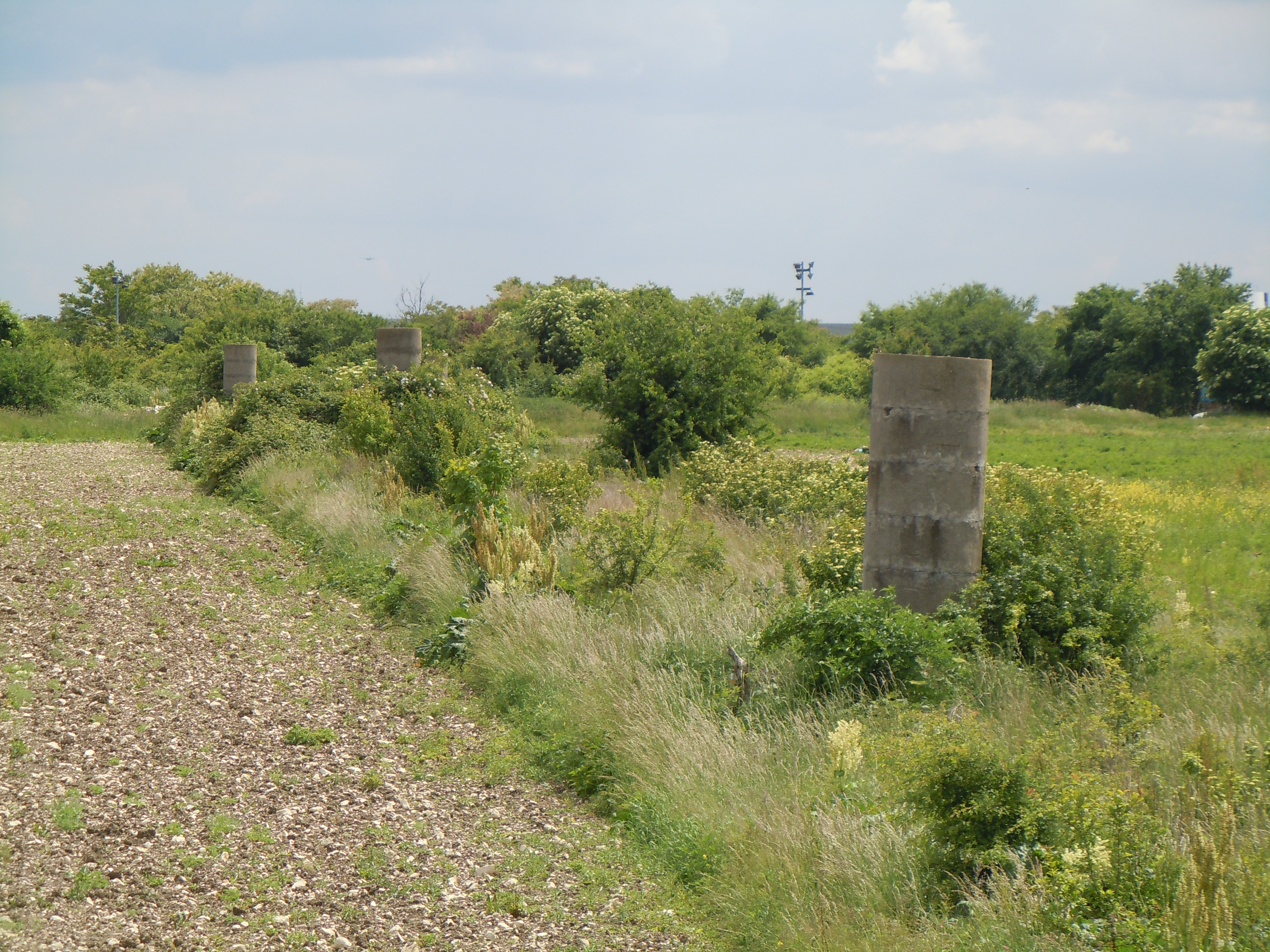
Rangée de cheminées d’aération de champignonnières dans la plaine.

- Église Notre-Dame : église construite au XIIe siècle puis détruite pendant la guerre de Cent Ans et reconstruite au XVIIe siècle. Elle est consacrée à Notre-Dame en 1681. La façade a été restaurée en 1886. En 2008, son Chemin de croix a été entièrement restauré, ainsi qu'un tableau du XVIIe siècle représentant une Annonciation.
- Le sous-sol de la plaine de Montesson abrite des anciennes carrières datant du XIXe siècle, transformées en champignonnières au début du XXe siècle. En 2010, il ne restait que deux champignonnières en activité. Les cheminées de ventilation de ces champignonnières parsèment encore les exploitations agricoles de la plaine[37].
- La ville abrite le parc départemental de la boucle de Montesson[38]. Ce parc comprend la zone naturelle d'intérêt écologique, faunistique et floristique de l'étang de l'Épinoche.
- Dans le quartier du centre, on trouve également le parc des Sophoras, qui s'étend sur 4 ha en plein cœur de la ville, entièrement remanié en 2006-2007. Le château y a été restauré et des jeux pour enfants ont été implantés.
- Les 350 hectares de la plaine de Montesson, consacrés à l'agriculture, et principalement au maraîchage, ne sont pas aménagés à la promenade. Une seule piste cyclable étroite, longe la CD 121 jusqu'à Sartrouville.
- La nouvelle zone humide de 3 hectares, à proximité de l'hôpital Théophile Roussel. Créée en compensation du prolongement de la digue de Sartrouville sur Montesson, elle a été conçue pour absorber le surplus d'eau en cas de crue. En outre, cet ouvrage a également un intérêt écologique majeur. Connecté directement à la Seine, il offre des espaces de frayères pour la reproduction des poissons et des berges humides avec des pentes adoucies pour la nidification des oiseaux. Des martins pécheurs, des hérons ou encore des oies bernaches sont régulièrement observés.
- Les bords de Seine ont récemment été aménagés[Quand ?] en promenade entre Sartrouville et Le Pecq.

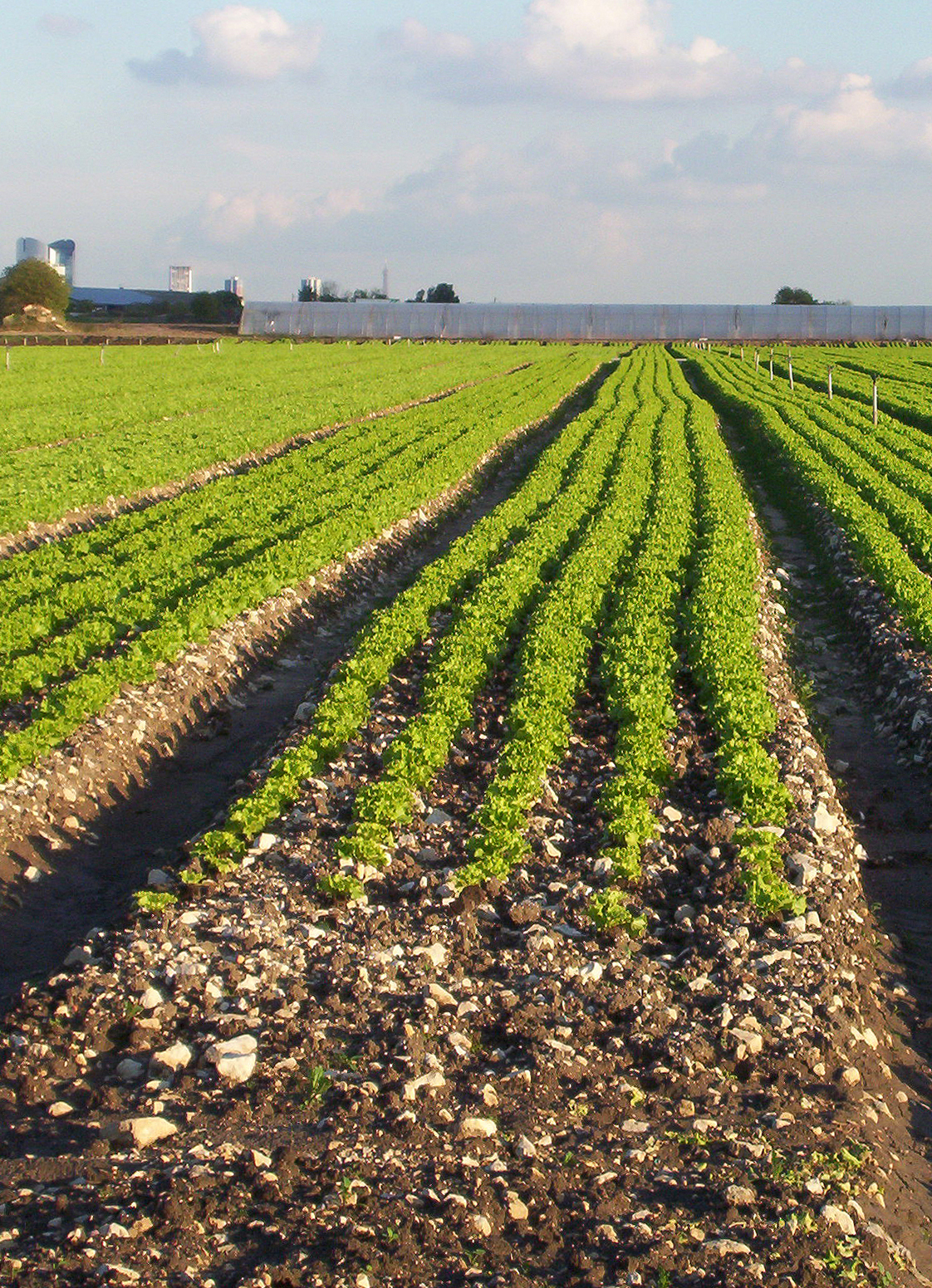
Cultures maraîchères dans la plaine de Montesson.
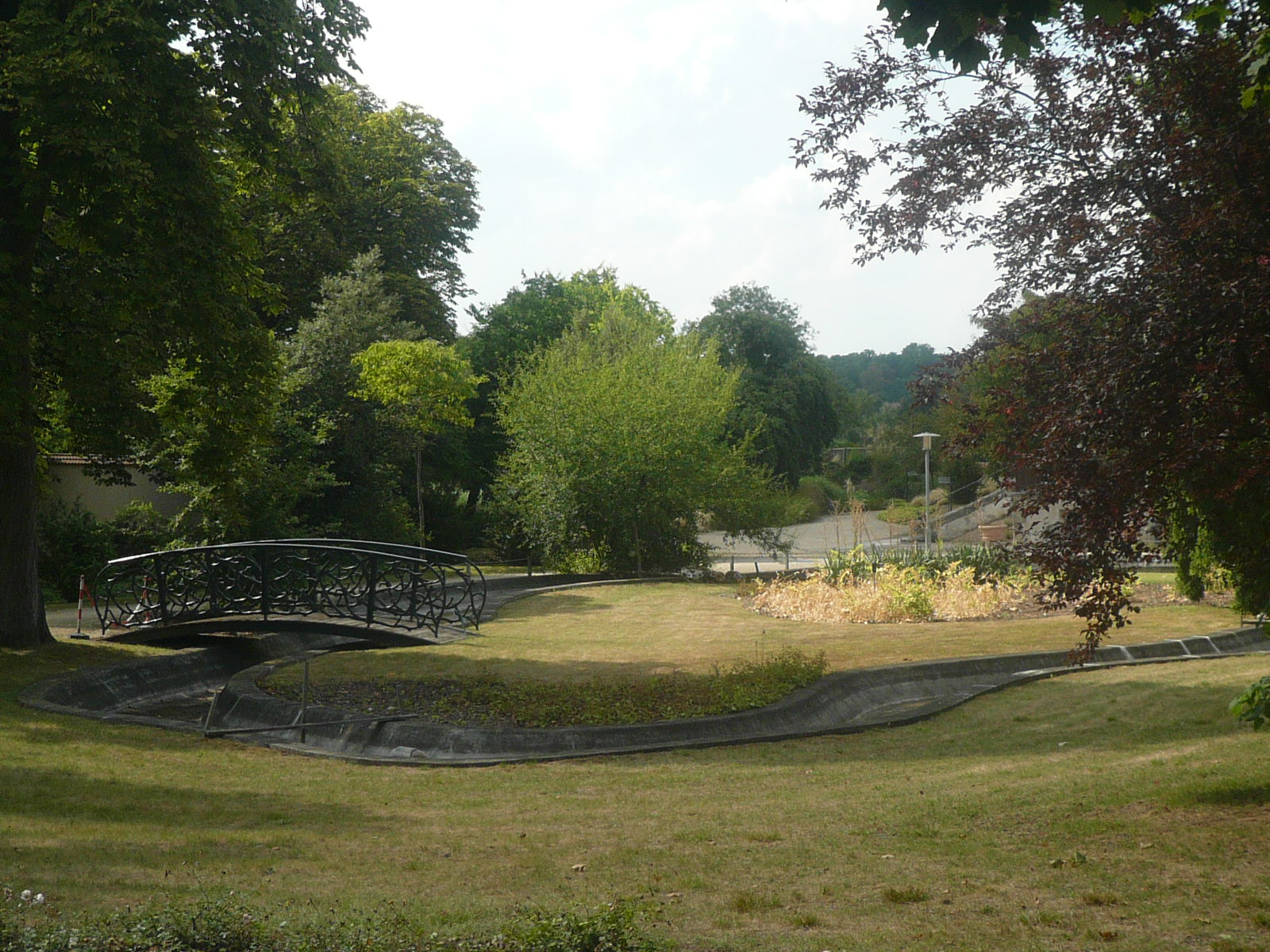
Le domaine de la borde au parc départemental (face à la maison du Parc).
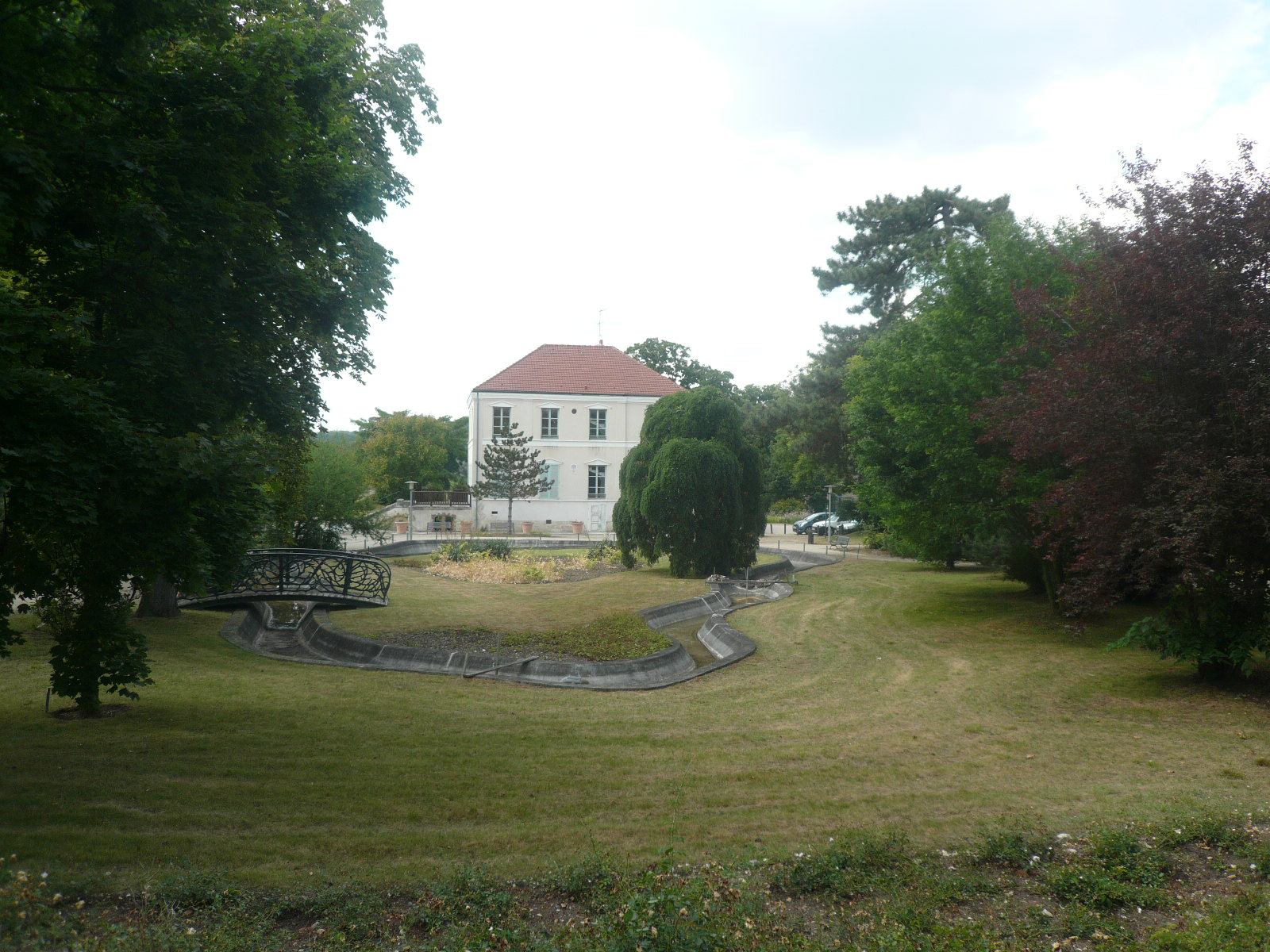
La maison du Parc.
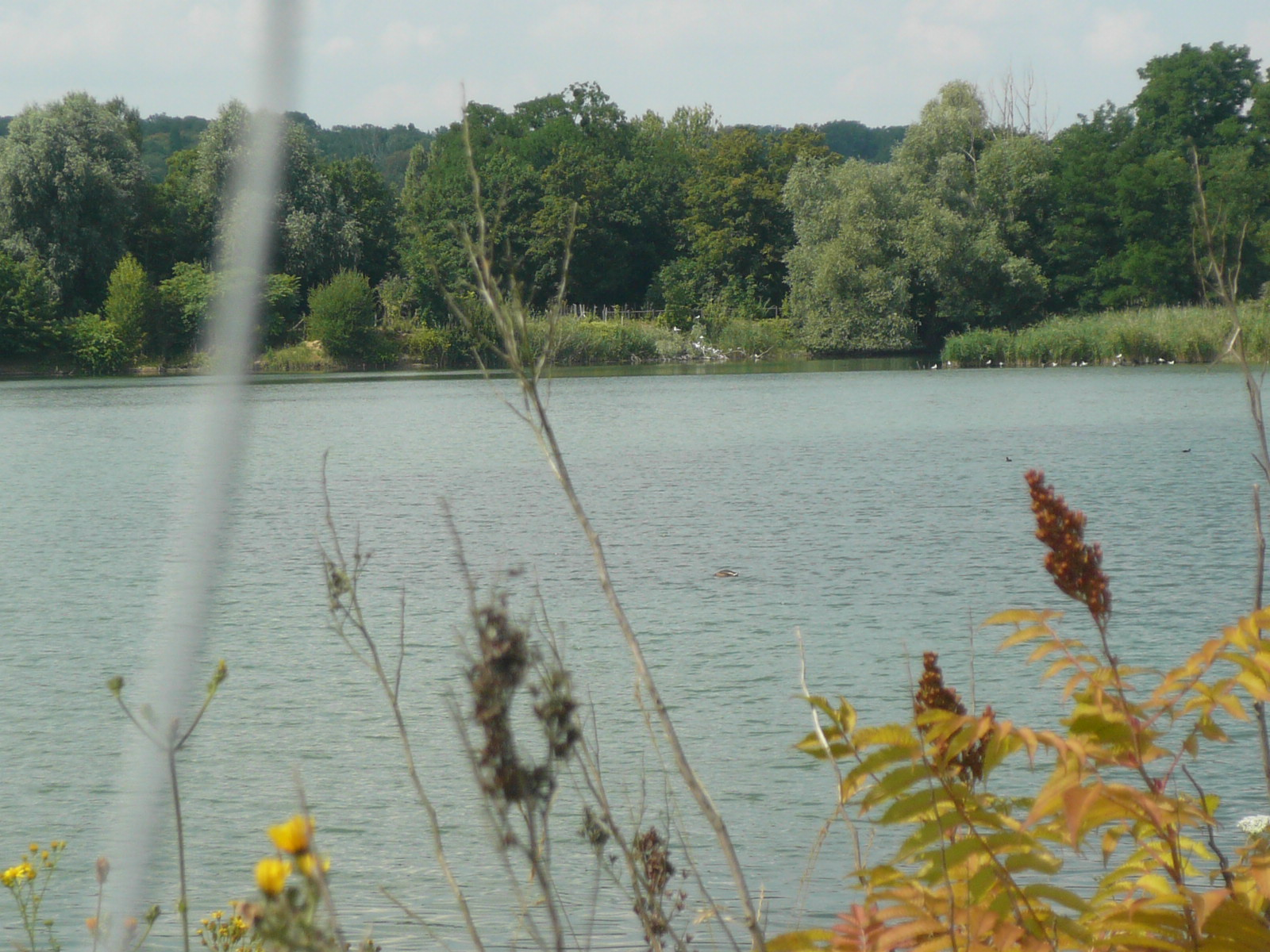
L'Étang de l'Épinoche au parc départemental.
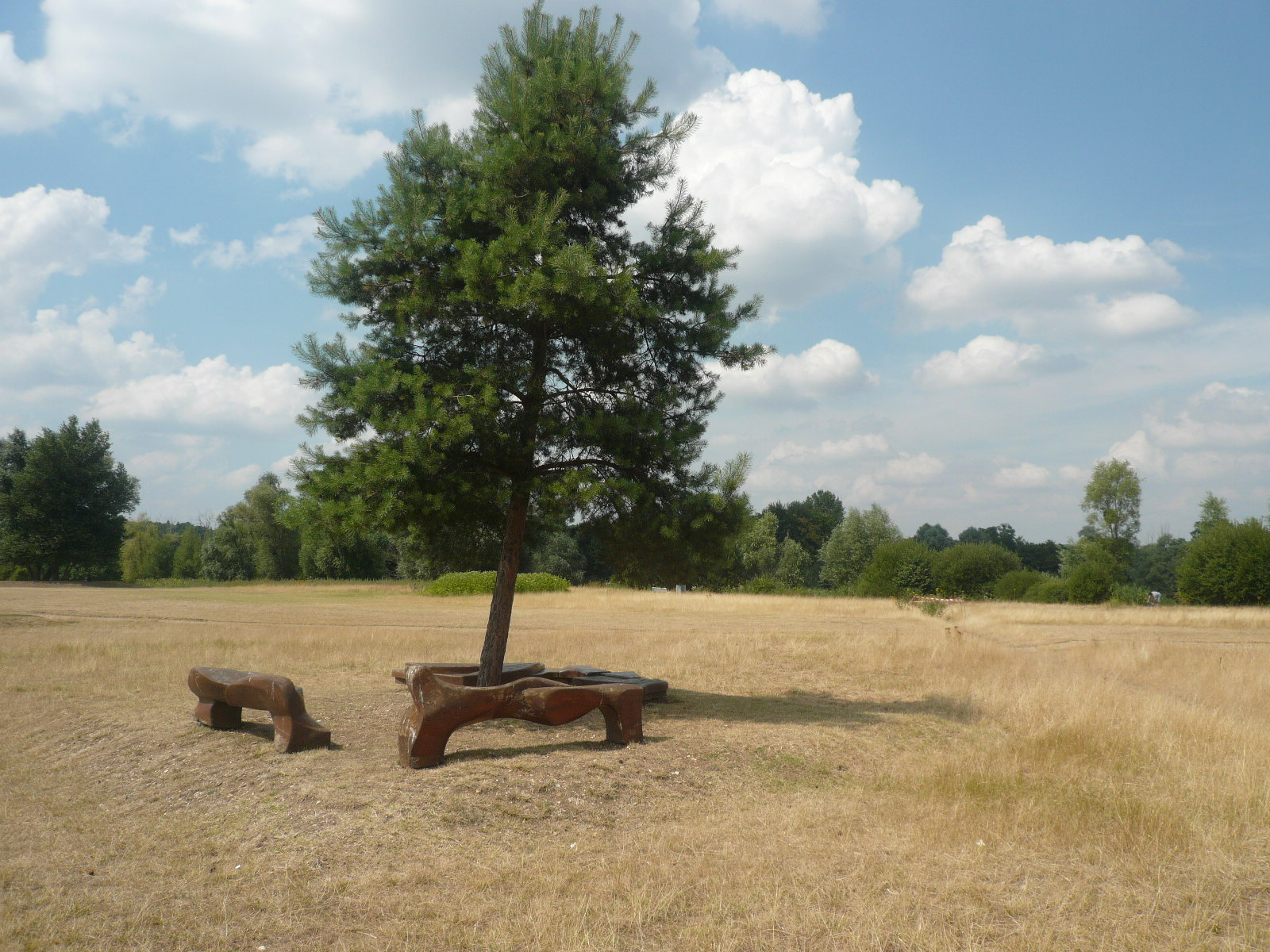
Vue de l'étendue du parc départemental.

### Personnalités liées à la commune
- Bertrand Ballouard, champion de tir et international de tir, membre du club Pro patria Montesson.
- Traian Vuia (1872-1950), inventeur roumain, essaya en 1906 dans la plaine de Montesson son appareil plus lourd que l'air, le Vuia no 1, le soulevant à un mètre d'altitude.
- Marcel Cerdan (1916-1949), boxeur français, a vécu à Montesson, profitant du chemin de halage le long de la Seine pour s'adonner à la course à pied.
- Fernand Sardou, Jackie Sardou et Michel Sardou : de 1952 à 1957, ils vécurent à Montesson au bord de la Seine, rue Corneille[39].
- Maïssa (1984-) et Mayada Gargouri (1988-), auteurs de bandes dessinées françaises, y vivent.
- Eric Benzekri (1973- ), scénariste de plusieurs films et séries télévisés à succès (16 ans ou presque, Baron Noir, La Fièvre, Maison Close, Les Lascars), a vécu et grandit à Montesson.

### Héraldique
| Blason de Montesson | Blason  | D'argent à trois quintefeuilles d'azur.                                                            |
| Blason de Montesson | Détails | Ces armes sont celles de la famille de Montesson. Le statut officiel du blason reste à déterminer. |